# 46-okunen no koi
46-okunen no koi (46億年の恋,, lit.: 4.600 milions d’anys d’amor), comercialitzada internacionalment com Big Bang Love, Juvenile A, és una pel·lícula japonesa dirigida per Takashi Miike i estrenada al 56è Festival Internacional de Cinema de Berlín el febrer de 2006.
La pel·lícula està basada en un manuscrit pòstum d’Ikki Kajiwara, titulat "Shōnen A ereji (少年Aえれじぃ)"i escrit pel seu germà petit Hisao Maki sota el pseudònim conjunt d'Ato Masaki.

## Argument
El jove Jun Ariyoshi, que treballa en un bar gai, un dia és arrestat per matar a un dels clients del local, després d'haver estat agredit sexualment. El que desconcerta a les autoritats, és que va mutilar el cadàver del seu abusador en un atac d'absoluta violència i aquesta reacció no li permet acollir-se al dret a la legítima defensa. En el seu viatge cap a la presó coneix a Shiro, un home molt violent que va complir condemna per violar a una dona i ara ha tornat a presó per assassinar a un jove, sense raó aparent.
 A la presó, Shiro no triga a exercir la violència per a convertir-se en capitost dels altres presos. Jun, més indefens, se sent atret per tot el que encarna el seu company. Ell és l'únic a qui Shiro protegeix perquè tots dos es respecten i s'accepten tal com són. Una situació que els porta a entendre que no poden estar l'u sense l'altre.

## Repartiment
| Actor                  | Paper               |
| ---------------------- | ------------------- |
| Ryūhei Matsuda         | Jun Ariyoshi        |
| Masanobu Andō          | Shiro Kazuki        |
| Shunsuke Kubozuka      | Sumio Yukimura      |
| Kiyohiko Shibukawa     | Makoto Tsuchiya     |
| Jo Kanamori            | Heroi               |
| Ken'ichi Endô          | Inspector adjunt    |
| Renji Ishibashi        | Inspector           |
| Ryo Ishibashi          | Director de presó   |
| Sohee Park (Soji Arai) | Presoner 'A'        |
| Shirô Kazuki           |                     |
| Ken Mitsuishi          | Guàrdia de presó    |
| Jai West               | Presoner trastornat |

## Anàlisi
Amb “Big bang Love, Juvenile A” el director recorre un camí experimental, d'execució poètica. No hi ha res real en aquesta pel·lícula, però la veritat de la condició humana grimpa i aranya la superfície, en aquest somni febril claustrofòbic.
Els símbols bombardegen a l'espectador, les metàfores abunden, la il·luminació increïble i disseny visual sorprenent que és alhora teatral i abstracte.

El plantejament principal des de l'inici a la fi de la pel·lícula, vindria a ser: Quina classe d'home vols ser?

Jun i Shiro es veuen embolicats en un còctel de provocatives influències genèriques, per a acabar parlant dels impulsos que ens mantenen vius: l'amor, la bogeria del desig, la violència, la gelosia, les veritats i les mentides.

Les papallones, el coet, la piràmide maia, els colors, els tatuatges, els fantasmes, l'atemporalitat i el minimalisme espacial contribuiran a metafòricament al fet que entenguem que classe de persones són i els sentiments que es processen.

Les excèntriques vistes externes d'un enorme temple maia antic i un coet CGI d'estil Art-nouveau, expressen físicament el món interior de Jun i Shiro. El coet retrata el món de la raó, la ciència i la racionalitat. Que desitja enlairar i explorar les estrelles lluny de l'abast humà, és una clara proposta d'abandonar aquest món junts i anar cap endavant. L'antecedent històric del temple maia apunta cap a un regne més intuïtiu i contemplatiu del cor i l'espiritualitat, la possibilitat del cel i que aquesta atracció que senten, no és ni nova ni exclusiva d'ells, si no que tracta d'un afecte des dels orígens humans. D'aquí el títol de la pel·lícula, que és l'edat aproximada de la terra. Aquestes escenes poètiques i filosòfiques s'intercalen al llarg de la narrativa, trencant novament les expectatives formals del que hauria de ser una narrativa cinematogràfica.

## Llançament
Big bang Love, Juvenile A es va estrenar al 56è Festival Internacional de Cinema de Berlín al febrer de 2006.
Posteriorment es va estrenar en Hong Kong el 12 d'abril de 2006 al Festival Internacional de Cinema de Hong Kong i es va estrenar en cinemes al Japó el 26 d'agost de 2006.
 Va ser llançada en DVD en 2006 en versió original amb subtítols en anglèsi en 2015 va ser llançada en Blu-ray a Espanya en una edició més completa amb múltiples extres.

## Recepció
Jonathan Wilson en una ressenya per a Asian Movie Pulse, va escriure: "Takashi Miike reuneix el seu voltant un elenc i un equip de professionals consumats, creant un espectacle cinematogràfic. “Big bang Love, Juvenile A” és una pel·lícula estranya i trista, repleta d'imatges visuals memorables. Takashi Miike examina l'abús, la dominació, la violència i el determinisme, en un estil experimental. Tot el que queda és destrucció i vides destrossades".
Crítica de David Broc a Fotogramas: "AEncara que voluntàriament críptica i en alguns moments confusa, la pel·lícula supera les dificultats autoimposades pel seu discurs gràcies a una posada en escena brillant, un pols dramàtic pertorbador i una concepció cinematogràfica del tot revolucionària a l'entorn de la proposta artística de Takashi Miike".